# Julen
Julen ist als eine baskische Form von Iulianus ein baskischer männlicher Vorname. Unabhängig davon tritt Julen auch als ein Familienname auf.

## Verbreitung
Der Name wird in Deutschland, Österreich und der Schweiz seit Ende der 2000er Jahre gelegentlich vergeben. In Frankreich hingegen ist Julen seit Beginn der 1980er Jahre gebräuchlich, er wurde in den letzten 10 Jahren rund 220 Mal gewählt. Im Baskenland ist der Name besonders beliebt, er befindet sich seit 2018 in den Top 3. In Katalonien und ganz Spanien ist er seit 2014 in den Top 100 anzutreffen. Dahingegen kommt der Name in England, Schottland und Kanada nur sporadisch vor. In den USA setzte die Vergabe zum Ende der 1990er Jahre ein.

## Namensträger

### Vorname
- Julen Aguinagalde (* 1982), spanischer Handballspieler
- Julen Arellano (* 1997), spanischer Fußballspieler
- Julen Guerrero (* 1974), spanisch-baskischer Fußballspieler
- Julen Lopetegui (* 1966), spanischer Fußballspieler und -trainer

### Familienname
- Alphonse Julen (1899–1988), Schweizer Skilangläufer
- Antoine Julen (1898–1982), Schweizer Skilangläufer
- Franz Julen (* 1958), Schweizer Manager
- Martin Julen (* 1928), Schweizer Skirennfahrer
- Max Julen (* 1961), Schweizer Skirennfahrer
- Oswald Julen (1912–1998), Schweizer Skilangläufer
- Simon Julen (1897–1951), Schweizer Skilangläufer